# 仙台六大学野球連盟
仙台六大学野球連盟（せんだいろくだいがくやきゅうれんめい、英称：SENDAI BIG-SIX UNIVERSITIES BASEBALL LEAGUE）とは、宮城県の仙台都市圏に所在する6つの大学の硬式野球部で構成された野球リーグである。全日本大学野球連盟傘下である。

## 略史
全国新制大学野球連盟の北海道と東北地方の全地域を対象にした北部地区に端を発しているが、後の全日本大学野球連盟の結成に伴い、傘下の北部地区大学野球連盟に現在の所属校が加盟したのが始まり。その後、1962年に北部地区内に仙台六大学野球連盟を結成。
北部地区内では、長らく東北大学野球連盟と並立関係にあり、その間は1つの出場枠を東北大学野球連盟との間で地区代表決定戦を実施していた。
その後の全日本大学野球選手権大会の出場枠拡大に伴う北部地区から出場枠が1増になる際、地区内の東北大学連盟と仙台六大学連盟のそれぞれの単純独立ではなく北部地区内全体を再編成することになり、仙台六大学は、東北大学野球連盟南奥羽リーグを改編した南奥羽大学野球連盟（現 南東北大学野球連盟）とともに南東北大学野球連盟（南東北地区）を編成した（因みに当時のこの地区連盟は現在の南東北大学野球連盟と同じ名称を用いているが別物）。更にその数年後にはこの地区連盟も解消し、南東北地区内の両連盟にもそれぞれ独立した出場枠が与えられた。
1980年代中盤より東北福祉大学が全国の舞台で躍進すると、1991年の全日本大学野球選手権大会で優勝を飾り東京（東京六大学、東都大学、首都大学野球）、関西（関西大学野球連合）、愛知（愛知大学野球）以外の所謂地方リーグでは明治神宮大会を通じても初の快挙となった。
以降も同校がリーグ戦で圧倒的な強さを誇ったが、2000年代に入るとそれまで2位に着けることが多かった東北学院大学が復活し、仙台大学も優勝を果たしてリーグ全体のレベルが向上したといえる。
全国の大学野球連盟では県域より小さい単位の名称を用いている唯一の存在である。（尚、所属校のうち仙台大学は仙台市外の柴田郡柴田町）
※東北地域の他のリーグの詳細については、それぞれの当該連盟記事を参照の事。

## 沿革
- 1947年　全国新制大学野球連盟の結成に伴い北部地区を設置
- 1952年　全日本大学野球連盟への発展的解消に伴い北部地区大学野球連盟として移行
- 1955年　全日本大学野球連盟の代表決定に関して北海道地区を分離
- 1969年　北部地区内に仙台六大学野球連盟が誕生。（代表決定戦については詳細不明）
- 1991年　全日本大学野球選手権大会の出場枠拡大に伴い、北部地区大学野球連盟を改編。東北大学野球連盟南奥羽リーグを改編した南奥羽大学野球連盟と共に新たに地区連盟としての南東北大学野球連盟を編成。両連盟にて代表決定戦を開始。また同年の全日本大学野球選手権において東北福祉大学が連盟代表初の優勝
- 1996年　明治神宮野球大会において東北福祉大学が連盟代表として同大会初の優勝
- 1999年　全日本大学野球選手権大会の出場枠において連盟の単独枠を獲得。南東北地区大学野球連盟を解消。同年の明治神宮野球大会の北海道東北地区代表決定戦へも連盟代表が直接に出場
- 2004年　全日本大学野球選手権において東北福祉大学が同大会での連盟代表2度目の優勝
- 2018年　全日本大学野球選手権において東北福祉大学が同大会での連盟代表3度目の優勝

## 運営方法

### 構成
固定した6校

### 対戦方法
春秋でそれぞれリーグ戦を行い、2戦先勝方式の総当たりによる勝ち点制。（引き分けは再試合）
2戦先勝方式
同一の対戦校に対して先に2勝したチームがその相手校との対戦に勝利したとして対戦を終了する。（1勝1敗の場合は第3戦を行い決着を付ける。）

### 順位決定方法
勝ち点制
同一対戦校に勝ち越した場合に勝ち点1を獲得し、勝ち点が多い方が上位。勝ち点が同じ場合は全体の勝率比較によって順位を決定。
勝ち点も勝率も同じ場合は、優劣の決定が必要な場合に限り決定戦（プレイオフ）を行なう。
決定戦の成績はリーグ戦の成績に加算しない。

## 試合会場
- 東北福祉大学野球場（仙台市青葉区）多くのシーズンで原則、リーグ戦の全日程が組まれる。有料。

また以下の球場での開催実績もあり。

- 大崎市鹿島台中央野球場（大崎市）
- 仙台市民球場（仙台市宮城野区）

リーグ戦では各校による応援が繰り広げられる。応援団のない大学も音源を利用するなど工夫している。

## 加盟大学
※大学選手権＝全日本大学野球選手権大会出場回数、神宮大会＝明治神宮大会出場回数。（大学選手権と神宮大会の実績はリーグ発足以前も含む）※2025年春季リーグ終了時点
| 学校         | 優勝回数 | 最終優勝 | 大学選手権 | 神宮大会 | 最終出場大会      | 備考                                                |
| ------------ | -------- | -------- | ---------- | -------- | ----------------- | --------------------------------------------------- |
| 東北福祉大学 | 77       | 2025年春 | 37         | 25       | 2025年 大学選手権 | 全日本大学野球選手権優勝:4回 明治神宮大会準優勝:5回 |
| 東北学院大学 | 18       | 2012年秋 | 20         | 1        | 2006年 大学選手権 |                                                     |
| 仙台大学     | 11       | 2024年秋 | 4          | 2        | 2024年 大学選手権 |                                                     |
| 東北工業大学 | 4        | 1973年春 | 1          | 1        | 1971年 大学選手権 |                                                     |
| 東北大学     | 0        | -        | 5          | 0        | 1963年 大学選手権 |                                                     |
| 宮城教育大学 | 0        | -        | 0          | 0        | -                 |                                                     |

## 歴代優勝校
平成以降の優勝校
- ◎：代表決定戦に勝利し明治神宮野球大会出場権獲得
- ☆：全国大会優勝

| 開催年 | 春季リーグ優勝 | 秋季リーグ優勝 |
| ------ | -------------- | -------------- |
| 1989年 | 東北福祉大学   | 東北福祉大学◎  |
| 1990年 | 東北福祉大学   | 東北福祉大学◎  |
| 1991年 | 東北福祉大学☆  | 東北福祉大学◎  |
| 1992年 | 東北福祉大学   | 東北福祉大学◎  |
| 1993年 | 東北福祉大学   | 東北福祉大学◎  |
| 1994年 | 東北福祉大学   | 東北福祉大学◎  |
| 1995年 | 東北福祉大学   | 東北福祉大学   |
| 1996年 | 東北福祉大学   | 東北福祉大学◎  |
| 1997年 | 東北福祉大学   | 東北福祉大学◎  |
| 1998年 | 東北福祉大学   | 東北福祉大学◎  |
| 1999年 | 東北福祉大学   | 東北福祉大学◎  |
| 2000年 | 東北福祉大学   | 東北福祉大学◎  |
| 2001年 | 東北福祉大学   | 東北福祉大学◎  |
| 2002年 | 東北福祉大学   | 東北福祉大学◎  |
| 2003年 | 東北福祉大学   | 東北福祉大学◎  |
| 2004年 | 東北福祉大学☆  | 東北福祉大学   |
| 2005年 | 東北福祉大学   | 東北福祉大学◎  |
| 2006年 | 東北学院大学   | 東北福祉大学◎  |
| 2007年 | 東北福祉大学   | 東北福祉大学   |
| 2008年 | 東北福祉大学   | 東北福祉大学◎  |
| 2009年 | 東北福祉大学   | 東北福祉大学◎  |
| 2010年 | 東北福祉大学   | 東北福祉大学◎  |
| 2011年 | 東北福祉大学   | 東北福祉大学   |
| 2012年 | 東北福祉大学   | 東北学院大学   |
| 2013年 | 東北福祉大学   | 東北福祉大学   |
| 2014年 | 仙台大学       | 東北福祉大学   |
| 2015年 | 仙台大学       | 東北福祉大学◎  |
| 2016年 | 東北福祉大学   | 仙台大学       |
| 2017年 | 東北福祉大学   | 仙台大学       |
| 2018年 | 東北福祉大学☆  | 東北福祉大学   |
| 2019年 | 東北福祉大学   | 東北福祉大学   |
| 2020年 | 中止           | 東北福祉大学   |
| 2021年 | 東北福祉大学   | 仙台大学◎      |
| 2022年 | 東北福祉大学   | 仙台大学◎      |
| 2023年 | 仙台大学       | 東北福祉大学   |
| 2024年 | 仙台大学       | 仙台大学       |
| 2025年 | 東北福祉大学☆  |                |

## テレビ中継
- 最終週の優勝争いに絡む試合を東北放送が深夜に1時間～1時間30分の枠で放送していたが、プロ野球・楽天イーグルス誕生以降は放送されないケースが続いている。